# TPS Cinéfamily
TPS Cinéfamily est une ancienne chaîne de télévision thématique française appartenant au Groupe TPS.

## Histoire
Lors de la création du bouquet TPS Premium le 1er septembre 2003 par le Groupe TPS, TPS Cinéfamily est lancée: il s'agit de la première chaîne créée qui diffuse du cinéma pour toute la famille.
À la suite de la fusion des bouquets TPS et de Canalsat en mars 2007, TPS Cinéfamily est supprimée afin d'éviter un doublon avec CinéCinéma Famiz, dont la programmation est identique. Une partie de son nom refait surface avec la création de la chaîne Canal+ Family en octobre 2007 qui devient en août 2021 Canal+ Kids.

## Programmes
TPS Cinéfamily diffuse des films destiné à la famille, d'humour et d'animation pour la jeunesse.

## Diffusion
De septembre 2003 à mars 2007, TPS Cinéfamily est diffusée sur le bouquet satellite TPS, mais aussi sur le Câble et sur le xDSL.